# Popstars
Popstars är ett TV-program som från början sändes i Nya Zeeland 1999. Popstars har sänts i olika versioner i många länder. Programmets skapare, Jonathan Dowling, låg under en längre tid i konflikt med TV-formatet Idols som man ansåg vara för snarlikt det egna programmet. Parterna gjorde dock upp i godo innan affären hann avgöras i domstol. I Sverige sändes Popstars på Kanal 5 2001-2002. Programmet skapades i Australien.
De två första säsongerna i Sverige sökte man medlemmar till nya popband och följande band bildades:
- 2001 - Excellence (som fick en hit med "Need to know") - Brolle Jr
- 2002 - Supernatural (som fick hitar med "Supernatural" och "Rock U")

Hösten 2002 sökte man efter en soloartist och vinnaren blev Johannes Kotschy.
Även Jamie Meyer fick efter sin medverkan skivkontrakt, trots att han inte vann tävlingen.
Martin Rolinski (sångare i Bodies Without Organs) var med och tävlade samma säsong, men åkte ut i en veckofinal. Simon Laufer, som kom på andra plats, bildade musikgruppen Simsoak.
Robert Skowronski och Sebastian Zelle från Supernatural är numera med i gruppen NEXX.